# Bukovica (Kraljevo)
Bukovica (cirill betűkkel Буковица), település Szerbiában, a Raškai körzet Kraljevoi községében.

## Népesség
- 1948-ban 930 lakosa volt.
- 1953-ban 912 lakosa volt.
- 1961-ben 861 lakosa volt.
- 1971-ben 795 lakosa volt.
- 1981-ben 746 lakosa volt.
- 1991-ben 679 lakosa volt.
- 2002-ben 599 lakosa volt, akik közül 585 szerb (97,66%), 1 macedón, 1 montenegrói, 1 szlovén és 11 ismeretlen.